# Багато галасу з нічого (фільм, 1973)
«Багато галасу з нічого» (рос. «Много шума из ничего») — радянський художній фільм 1973 року за однойменною комедією Вільяма Шекспіра.

## Сюжет
Молода пара — Геро і Клаудіо — повинна одружитися через тиждень. Час йде, і вони б'ються об заклад з доном Педро, що зведуть переконаного холостяка Бенедикта з Беатріче, його давньою знайомою. Тим часом лиходій дон Хуан хоче розладнати весілля Клаудіо, звинувативши Геро в невірності. І, здавалося б, до істини вже не докопатися, але, на щастя, все це лише тільки шум… шум з нічого.

## У ролях
- Галина Логінова —  Беатріче
- Костянтин Райкін —  Бенедикто
- Тетяна Веденеєва —  Геро
- Леонід Трушкин —  Клаудіо
- Борис Іванов —  Леонато
- Олексій Самойлов —  принц
- Володимир Коренєв —  Хуан
- Олексій Добронравов —  Антоніо
- Ераст Гарін —  Кисіль
- Павло Павленко — Журавлина
- Володимир Довейко (озвучування  Володимир Басов) —  Бораччіо
- Михайло Логвинов —  Конрад

## Знімальна група
- Автор сценарію:  Самсон Самсонов
- Режисер:  Самсон Самсонов
- Оператор: Євген Гуслинський
- Художник:  Олександр Бойм
- Композитор: Ігор Єгіков